# Liendo (Espagne)
Pour les articles homonymes, voir Liendo.
Liendo est une ville espagnole située dans la communauté autonome de Cantabrie.